# El amateur
 El amateur  és una pel·lícula de Argentina filmada en color dirigida per Juan Bautista Stagnaro sobre el seu propio guió escrit segons l' obra teatral homónima de Mauricio Dayub que es va estrenar el 22 de abril de 1999 i que va tenir com a actors principals a Mauricio Dayub, Vando Villamil, Juan Verdaguer i Cacho Espíndola.
Fou filmada parcialment a la ciutat de Chascomús, província de Buenos Aires i és l'última pel·lícula de Juan Verdaguer.

## Sinopsi
Als afores d'una ciutat de províncies, Pajaro està decidit a entrar al Llibre Guinness dels rècords batent el rècord de viatge més llarg en bicicleta. Recorre la font de la plaça amb l'ajuda del seu amic, Lopecito. Està disposat a enfrontar-se a molts reptes per assolir aquest nou rècord.
Aquesta carrera obrirà el camí de l'amor per ell i per la seva redempció?

## Repartiment
- Mauricio Dayub…Pájaro
- Vando Villamil…Lopecito
- Juan Verdaguer
- Cacho Espíndola…Intendent Giordano
- Alejandra Puy
- Walter Santa Ana
- Susana Salerno
- Mirta Wons
- Arturo Goetz…Concejal
- Gabriel Stagnaro
- Roly Serrano
- Carlos Lanari…Tesorero
- Nelly Tesolín…La Muda
- Pedro Heredia...	Ramón
- Carlos Lanari
- Martín Carella
- Darío Grandinetti…Funcionario municipal
- Augusto Herman Brites
- Roberto Silvano
- Abel Frías
- Ricky Barrios
- Carlos Santamaría
- Susana Salerno
- Leandro Regúnaga
- Pablo Buccardi
- Alfredo Cecconi
- Juan Palomino

## Premis i nominacions
Asociación de Cronistas Cinematográficos de la Argentina
Premis Cóndor 2000
- Jaime Roos, Guanyador del Premi a la Millor Música
- Maurici Dayub, nominat al Premi al Millor Actor
- Mirta Wons, nominada al Premi a la Millor Revelació Femenina
- Juan Bautista Stagnaro, nominat al Premi al Millor Guió Adaptat
- Miguel Pérez, nominat al Premi al Millor Muntatge

## Comentaris
Juan Minatel aSin Cortes va escriure:
| « | «…una bella metàfora impulsada a través de situacions al·legòriques i sumbologías que engloben les sensacions humanes, especialment, les de guanyar o perdre.» | » |

A.P. en El Menú va escriure:
| « | «….el que construeix és una sortida ben patètica per a la crisi de les utopies on a la resignació d'una societat que compta amb més de 3 milions de “amateurs” ja no se li pot conformar amb un somni complert però no gaudit com una espècie d'engruna espiritual que es tira a veure què passa.» | » |

Quintín a El Amante del Cine va opinar:
| « | «l'adaptació…va mancar d'idees i va emplenar l'espai teatral, originalment abstracte, amb figures convidades, acudits inconducentes, il·lustracions sense vida i sense propòsit…pel·lícula cruel, sòrdida, com la caritat humana que evoca: es regodea en el embrutiment i ofereix a canvi una pietat que encobreix el menyspreu…apunta una violència inexplicable, feroç, aliena, fins i tot al plantejo del film…no és l'argument el que està contaminat per aquesta pulsió sinó la càmera, els gestos dels actors, el to de les veus, la rigidesa de la planificació.» | » |

Manrupe i Portela escriuen:
| « | «…prolixa …resulta una avorrida i perillosa exaltació del conformisme temàtic i cinematogràfic.» | » |